# Mecopisthes latinus
Mecopisthes latinus là một loài nhện trong họ Linyphiidae.
Loài này thuộc chi Mecopisthes. Mecopisthes latinus được Alfred Frank Millidge miêu tả năm 1978.